# Peromyscus gardneri
Peromyscus gardneri — вид родини Cricetidae. Це ендемік західної Гватемали. Він має загальну довжину 265,4 мм і вуха 25,4 мм. Вид був названий на честь американського біолога Альфреда Л. Гарднера.